# Ruru Crests
Die Ruru Crests sind zwei parallele Gebirgskämme von 1400 m Höhe auf der antarktischen Ross-Insel. Sie ragen 3,5 km nordwestlich des Gipfels des Mount Bird auf.
Das New Zealand Geographic Board benannte sie im Jahr 2000 nach dem Neuseeland-Kuckuckskauz (maorisch Ruru).